# DAISY BALLOON
デイジーバルーンは、バルーンアーティスト細貝里枝（ほそかい りえ、Hosokai Rie、女性、1976年生）とアートディレクター、グラフィックデザイナーの河田孝志（かわだ たかし、Kawada Takashi、男性、1976年生）からなるアーティストユニット。

## 経歴
2019年：
- Event | 岩田屋 三越 "Heart Pound CHRISTMAS"、岩田屋本店・福岡三越、福岡 | 日本
- Event | “Chaotic Elegance”、WEEK END Max Mara GINZA、東京 | 日本
- Advert | "OKTOBER FEST"、ラゾーナ川崎プラザ、川崎 | 日本
- Event | "Ginza Haus 1 Openin Event"、MCM Ginza Haus 1、東京 | 日本

- Event | "Ginza Haus 1 Renewal Opening"、MCM Ginza Haus 1、東京 | 日本

2018年：
- Exhibition | "MONCLER GENIUS" 6 MONCLER ノワール ケイ ニノミヤ × デイジーバルーン、MONCLER HOUSE OF GENIUS、東京 | 日本
- Group Exhibition | “PARCOのKYOTO展”、Parco Museum、東京 | 日本
- Event | "クリスマス"、ファミリア神戸本店、神戸 | 日本
- Event | "La Donabe" PEPUIS 2018、代官山T-SITE GARDEN GALLERY｜TIGER、東京 | 日本
- Event | "ハロウィン"、ファミリア神戸本店、神戸 | 日本
- Event | エルメス銀座店1階リニューアルオープン、エルメス、東京 | 日本
- Advert | "Playful Autumn"、ジェイアール名古屋タカシマヤ、名古屋 | 日本
- Event | "TALK TO THE NEXT"、World Financial Center、北京 | 中国
- Exhibition - Balloon Installation | "Modern Joséphine"、CHAUMET PARIS、東京 | 日本
- Event | ASAHIKAWA DESIGN WEEK "ADW 2018"、旭川デザインセンター、旭川 | 日本
- Event | OPEN HOUSE × デイジーバルーン、Central Embassy、バンコク | タイ
- Exhibition - Balloon Installation | 清川あさみ個展、表参道ヒルズ、東京 | 日本
- Exhibition | "2018 Autumn&Winter"、MARK&LONA、東京 | 日本
- Group Exhibition | meiji-Do Wonders #01「君と免疫。展」、東京 | 日本
- Movie | "SHISEIDO PROFESSIONAL MANIFESTO MOVIE"、資生堂、東京 | 日本

- Event | Wedding Party、ドバイ | UAE

2017年：
- Event | “AOYAMA CHRISTMAS FOREST” in 明治神宮外苑 "バルーンシェル ─ 森"、東京 | 日本
- Exhibition | “AOYAMA CHRISTMAS FOREST” in ホテル アンテルーム 京都 "バルーンシェル ─ 湖"、京都 | 日本
- Event | New Jewelry、3331 Arts Chiyoda、東京 | 日本
- Event | GINZA SIX XMAS「Mirror Bell Dress」、GINZA SIX、東京 | 日本
- Event | TOD'S CIRCUS、トッズ、東京 | 日本
- Event | 大名古屋ビルヂング「Dreaming for Christmas」by 清川あさみ × デイジーバルーン、名古屋 | 日本
- Event | “VOGUE FASHION'S NIGHT OUT 2017”、Collaborated with 丸山敬太、東京 | 日本
- Stage Costume | リボーンアート・フェスティバル 2017、水曜日のカンパネラ Live Record、石巻 | 日本
- Exhibition | ツイリー ドゥ エルメス、エルメス、東京 | 日本
- Exhibition | "10th Anniversary"、MARK&LONA、東京 | 日本
- Exhibition | “bionic by sputniko!”、スプツニ子！展 in 渋谷西武店、東京 | 日本
- Event | リボーンアート・フェスティバル 2017「D・E・A・U」by 小林武史 × WOW × デイジーバルーン、石巻 | 日本
- Stage Costume | “WORLD HAPPINESS 2017”、のん、東京 | 日本
- Event | “ISETAN BONDANCE 2017”、伊勢丹新宿店、東京 | 日本
- CD Cover | “ジャム”、関ジャニ∞、東京 | 日本
- Event | “Roger Vivier × デイジーバルーン”、松屋銀座｜Numero TOKYO、東京 | 日本
- Event | “BALLOON HOUSE”、KOE HOUSE自由が丘店3F、東京 | 日本

- CD Cover | “はやく逢いたい”、Dream Ami、東京 | 日本

2016年：
- Event | “グリーンクリスマス”、代官山T-SITE、東京 | 日本
- Solo Exhibition | “カプセル”、LUFTMUSEUM、アンベルク | ドイツ
- Book | “EXCELLENT WOMEN”、三越伊勢丹、東京 | 日本
- Group Exhibition | “ドコモダケ・カレンダーアート展”、ドコモラウンジ、東京 | 日本
- Event | “東京キャラバン”、六本木アートナイト 2016、東京 | 日本
- Event | 六本木アートナイト 2016、東京 | 日本
- Window Display | “ITS FOR ISETAN SUPPORTED BY DIESEL”、伊勢丹新宿店、東京 | 日本
- Book | “絢香 10th Anniversary SUPER BEST TOUR”、ツアーパンフレット、東京 | 日本
- Exhibition | “リニューアルオープン・ルーム164室”、ホテル アンテルーム 京都、京都 | 日本
- Solo Exhibition | “モービル”、ホテル アンテルーム 京都、GALLERY9.5、京都 | 日本
- Window Display | コンバース トウキョウ 代官山店、東京 | 日本
- Stage Costume | ラブライブ！“μ's Final LoveLive!～μ'sic Forever”、東京ドーム、東京 | 日本
- Exhibition | “アストラル”、Collaborated with edenworks, bedroom、東京 | 日本
- TVCM | “ナイーブ” クラシエ、木村カエラ、東京 | 日本
- TVCM | “アムール・デュ・ショコラ”、ジェイアール名古屋タカシマヤ、名古屋 | 日本

2015年：
- Exhibition | “キキ&ララ40th アニバーサリー”、サンリオピューロランド、東京 | 日本
- Exhibition | “ファミリア銀座本店”、CUBiE Art Gallery、東京 | 日本
- Stage Costume | “渋谷ファッションウィーク”、野宮真貴、東京 | 日本
- Stage Costume | “コカコーラ ハロウィンキャンペーン”、きゃりーぱみゅぱみゅ、東京 | 日本
- Stage Costume | “東京キャラバン”、野田秀樹監修、東京 | 日本
- Event | “VOGUE FASHION'S NIGHT OUT 2017”、Collaborated with 丸山敬太、東京 | 日本

- CD Cover | 武藤彩未“I-POP”、Collaborated with NAM、東京 | 日本

2014年：
- Calendar | 2015 日産カレンダー ”日産 × デイジーバルーン”、東京 | 日本
- Window Display | アニヴェルセル 表参道、東京 | 日本
- Group Exhibition | “ART IN DESIGN”、PMQ、セントラル | 香港
- Group Exhibition | “ART IN DESIGN”、Walls Tokyo、東京 | 日本
- Solo Exhibition | ハーバーシティ、尖沙咀 | 香港
- Book | DISNEY 2014 Design Book vol.006、東京 | 日本
- Window Display | ACLINIC MONTREUX、モントルー | スイス
- Group Exhibition | “Art KITTY Parade”、グランフロント大阪、大阪 | 日本
- Event | SHARED TERRACE、東京 | 日本
- Book | “METAMORPHOSIS”、デイジーバルーン Book vol.2、東京 | 日本
- Exhibition | 代官山T-SITE、Art Gallery、東京 | 日本
- Event | “ニッポニスタ”、三越伊勢丹、ニューヨーク | アメリカ

- Event | “ミキモト × ハローキティ”、コレット、パリ | フランス

2013年：
- Window Display | “WE WISH ARE WHITE”、京都タカシマヤ、京都 | 日本
- Advert | “クリスマス 2013”、表参道ヒルズ、東京 | 日本
- Event | “Laforet private party”、ラフォーレ原宿、東京 | 日本
- Advert | Idea Box “劣化”、ヌメロトウキョウ、東京 | 日本
- Advert | カエラズギャラリー “誕生”、ナイロンジャパン、東京 | 日本
- Stage Costume | ビョーク“DNA Dress for Biophilia”、日本科学未来館、東京 | 日本
- Stage Costume | ビョーク“DNA Dress for Biophilia”、フジロックフェステバル'13、新潟 | 日本
- Speaker Event | “Idea Parade”、ニュルンベルク | ドイツ
- Stage Decorations | “TOKYO MAPS”、六本木アリーナ、東京 | 日本
- Movie | “リラックマ”、Short Film、東京 | 日本

- Event | 六本木アートナイト 2013、東京 | 日本

2012年：
- Event | PIECE OF PEACE「レゴ®ブロック」で作った世界遺産店 PART-3、東京 | 日本
- Window Display | アーバンリサーチ ロッソ、東京&名古屋 | 日本
- Advert | 札幌ステラプレイス、札幌 | 日本
- Group Exhibition | “Tokyo Graphic Passoport”、+81 Creatives、東京 | 日本
- Event | “二子玉川ビエンナーレ 2012”、玉川高島屋 S・C、東京 | 日本
- Movie | パナソニック 3D TV、東京 | 日本
- TVCM | “Wine Spritzer”、キリン、東京 | 日本
- CD Cover | “恋は終わらないずっと”、MISIA、東京 | 日本
- Opening display | 渋谷ヒカリエ、東京 | 日本
- Window Display | 大阪タカシマヤ、大阪 | 日本

- Stage Costume | “ツアーファイナル”、MISIA、東京 | 日本

2011年：
- Book | “Daisy Balloon”、デイジーバルーン Book vol.1、東京 | 日本

- Book | “Balloon War”、フィアシブ、東京 | 日本

2010年：
- Advert | ラフォーレ原宿、東京 | 日本
- Display | “3rd Anniversary”、表参道ジャイル、東京 | 日本
- Solo Exhibition | SUNDAY ISSUE、東京 | 日本
- Book | “舞い降りた少女”、リッチマガジン、東京 | 日本
- Group Exhibition | “Chocolate A-Z Exhibition”、ハーバーシティ、尖沙咀 | 香港

- Solo Exhibition | ハーバーシティ、尖沙咀 | 香港

2009年：
- Formed | バルーンユニットデイジーバルーン活動開始

## 書籍
- 2014年 “METAMORPHOSIS”、デイジーバルーン Book vol.2[1]。
- 2011年 “DAISY BALLOON”、デイジーバルーン Book vol.1[2]。